# Rana adenopleura
Rana adenopleura é uma espécie de anfíbio anuro pertencente ao género Rana.